# Кондратьев, Евгений Тихонович
Евгений Тихонович Кондра́тьев (псевдоним — де Бил или Дебил, 7 марта 1959 года, Рыбинск) — советский и российский режиссёр экспериментального кино, художник и фотограф. Представитель движения «Параллельное кино».

## Биография
Родился 7 марта 1959 года в Рыбинске в семье инженера-ихтиолога Тихона Макаровича и швеи Аполлинарии Александровны Кондратьевых. В том же году семья переехала в Черногорск, где отец занялся промышленным разведением карпа. 
По окончании средней школы Евгений Кондратьев работал в художественной мастерской отдела рабочего снабжения треста «Хакасуголь». В 1982 году, купив любительскую кинокамеру, снял с друзьями-художниками свой первый фильм «Провинциальная жизнь». Вскоре уехал в Ленинград, где уже несколько лет жил его старший брат Валерий, поэт и график. Занимался кино, фотографией и рисованием, пять лет проработав в небольшой котельной. В 1985 году вошёл в группу «Мжалалафильм» Евгения Юфита, познакомился с братьями Алейниковыми из Москвы. Снял несколько экспериментальных фильмов. В 1987 году фрагмент из его фильма  «Нанайнана» (1985) был использован в молодёжной кинодраме «Асса» Сергея Соловьёва.
В 1989 году снялся в короткометражном фильме «Здесь кто-то был», который братья Алейниковы поставили в Экспериментальном молодёжном творческом объединении киностудии «Мосфильм». В 1992 году исполнил главную роль в фильме братьев Алейниковых «Трактористы 2», также снятом на «Мосфильме».
С 1995 года жил в Берлине, продлевая короткие визы. С 2020 года живёт в Черногорске.

## Семья
Первая жена — Юлиана Кляйн (род. 1966), композитор. В браке родилась дочь.

## Фильмография

### Режиссёр
- 1982 — Провинциальная жизнь
- 1985 — Некрореализм Юфита
- 1985 — Работа и голод (совместно с Олегом Котельниковым)
- 1985 — Нанайнана
- 1986 — Комета Галлея
- 1987 — Сторонники Ольфа (совместно с К. Митенёвым, И. Савченковым, А. Овчинниковым, О. Котельниковым)
- 1987 — Я, дебил, забыл
- 1988 — Грёзы
- 1988 — Вертикальное кино
- 1988 — Образование кино. Горизонтальный примитивизм
- 1988 — Творческий поиск Бориса Кошелохова
- 1989 — Ленины мужчины
- 1990 — Капли остаются на деревьях
- 1993 — Максим Максимыч
- 1995 — Каменный ветер
- 1997 — Голос Родины
- 1998 — Здравствуй, Новый год
- 2006 — Наброски для Моцарта
- 2019 — Берлинские каникулы

### Актёр
- 1989 — Здесь кто-то был
- 1992 — Трактористы 2 — Клим Ярко
- 1998 — Висяки — Владимир Петрович Погорелов